# Les Hôpitaux-Neufs
 Les Hôpitaux-Neufs  es una comuna y población de Francia, en la región de Franco Condado, departamento de Doubs, en el distrito y cantón de Pontarlier.
Está integrada en la Communauté de communes du Mont-d'Or et des Deux Lacs .

## Demografía[2]
| 169 | 172 | 162 | 171 | 182 | 208 | 173 | 180 | 183 | 160 | 168 | 350 | 232 | 260 | 279 | 272 | 260 | 244 | 243 | 231 | 200 | 217 | 205 | 230 | 202 | 225 | 248 | 285 | 295 | 265 | 369 | 508 | 683 |
| Para los censos de 1962 a 1999 la población legal corresponde a la población sin duplicidades (Fuente: INSEE [Consultar]) |     |     |     |     |     |     |     |     |     |     |     |     |     |     |     |     |     |     |     |     |     |     |     |     |     |     |     |     |     |     |     |     |